# Brachymenium koratranum
Brachymenium koratranum là một loài Rêu trong họ Bryaceae. Loài này được (Müll. Hal.) Müll. Hal. mô tả khoa học đầu tiên năm 1875.